# Brahim Asloum
Brahim Asloum (Bourgoin-Jallieu, 31 de enero de 1979) es un deportista francés que compitió en boxeo. Participó en los Juegos Olímpicos de Sídney 2000, obteniendo una medalla de oro en el peso minimosca.

## Palmarés internacional
| Juegos Olímpicos | Juegos Olímpicos   | Juegos Olímpicos | Juegos Olímpicos |
| Año              | Lugar              | Medalla          | Categoría        |
| ---------------- | ------------------ | ---------------- | ---------------- |
| 2000             | Sídney (Australia) | Medalla de oro   | 48 kg            |